# The Patient
The Patient è una miniserie televisiva statunitense creata e scritta da Joel Fields e Joe Weisberg. Ha debuttato il 30 agosto 2022 su FX on Hulu.

## Trama
Uno psicologo è tenuto prigioniero da un serial killer che cerca aiuto per frenare i suoi impulsi omicidi.

## Puntate
| nº | Titolo originale        | Titolo italiano          | Pubblicazione USA | Pubblicazione Italia |
| -- | ----------------------- | ------------------------ | ----------------- | -------------------- |
| 1  | Intake                  | Il primo colloquio       | 30 agosto 2022    | 14 dicembre 2022     |
| 2  | Alan Learns to Meditate | L'arte della meditazione | 30 agosto 2022    | 14 dicembre 2022     |
| 3  | Issues                  | Complessi materni        | 6 settembre 2022  | 14 dicembre 2022     |
| 4  | Company                 | Compagnia                | 13 settembre 2022 | 14 dicembre 2022     |
| 5  | Pastitsio               | Il pastitsio             | 20 settembre 2022 | 14 dicembre 2022     |
| 6  | Charlie                 | Charlie                  | 27 settembre 2022 | 14 dicembre 2022     |
| 7  | Kaddish                 | Kaddish                  | 4 ottobre 2022    | 14 dicembre 2022     |
| 8  | Ezra                    | Ezra                     | 11 ottobre 2022   | 14 dicembre 2022     |
| 9  | Auschwitz               | Auschwitz                | 18 ottobre 2022   | 14 dicembre 2022     |
| 10 | The Cantor's Husband    | Il marito della cantante | 25 ottobre 2022   | 14 dicembre 2022     |

## Personaggi e interpreti

### Principali
- Dott. Alan Strauss, interpretato da Steve Carell (adulto) e da Jackson Dollinger (giovane), doppiato da Vittorio Guerrieri.
Psicologo in lutto per la recente scomparsa di sua moglie.
- Sam Fortner, interpretato da Domhnall Gleeson, doppiato da Davide Perino.
Serial killer e nuovo paziente di Alan. Divorziato, è un ispettore per ristoranti per il dipartimento della salute e un ammiratore del cantante di musica country Kenny Chesney.
- Candace Fortner, interpretata da Linda Emond, doppiata da Roberta Greganti.
Madre di Sam al corrente della situazione.

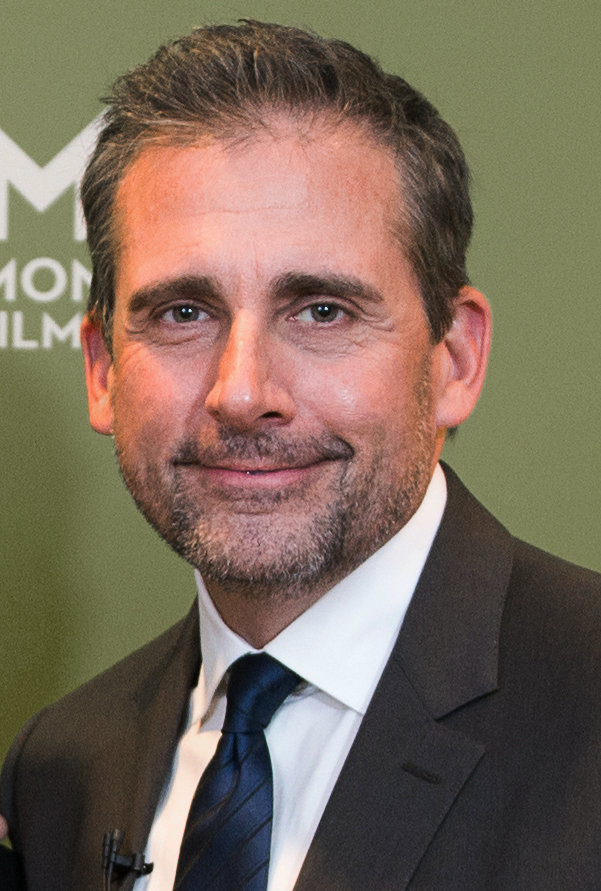
Steve Carell
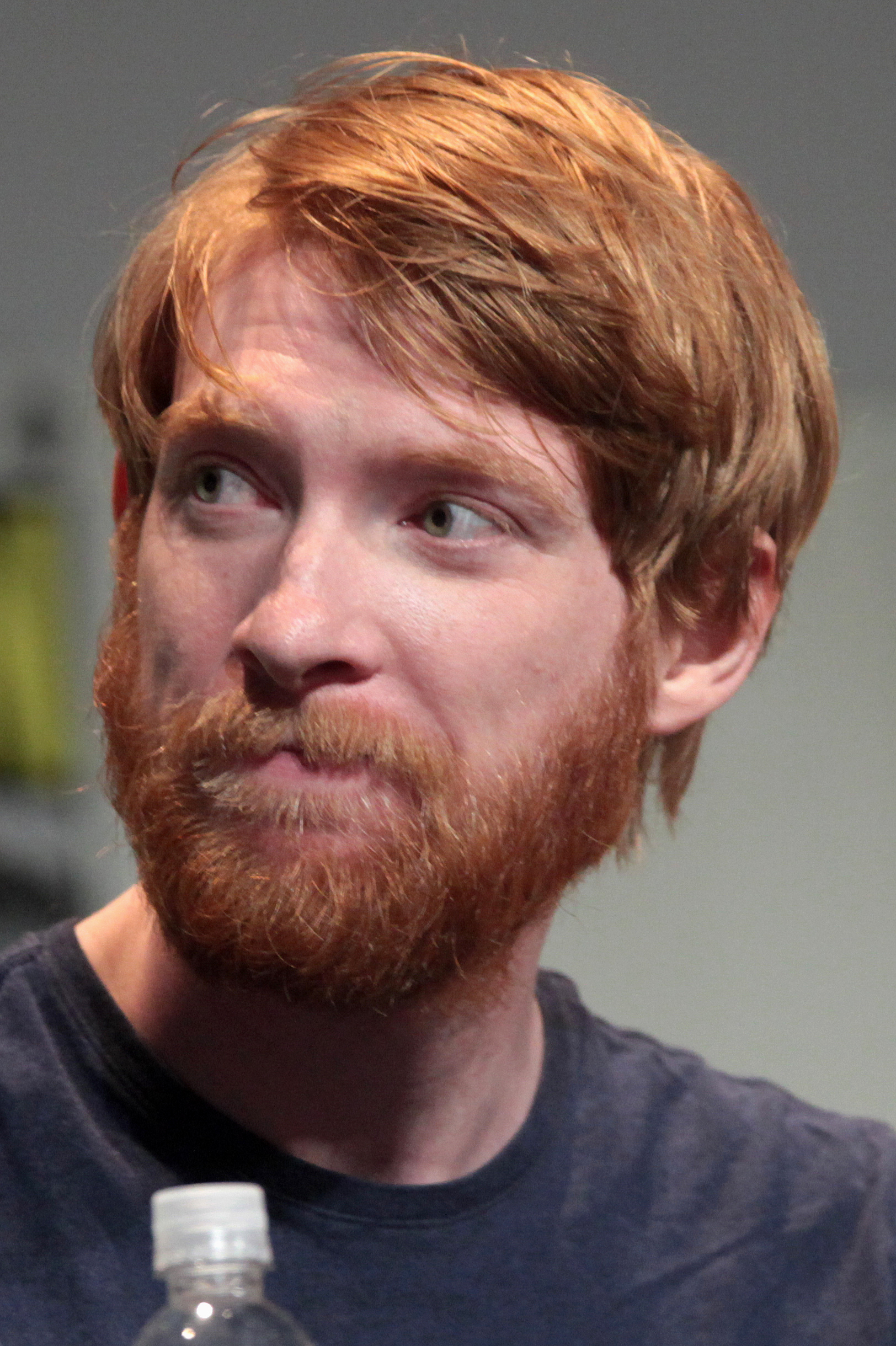
Domhnall Gleeson
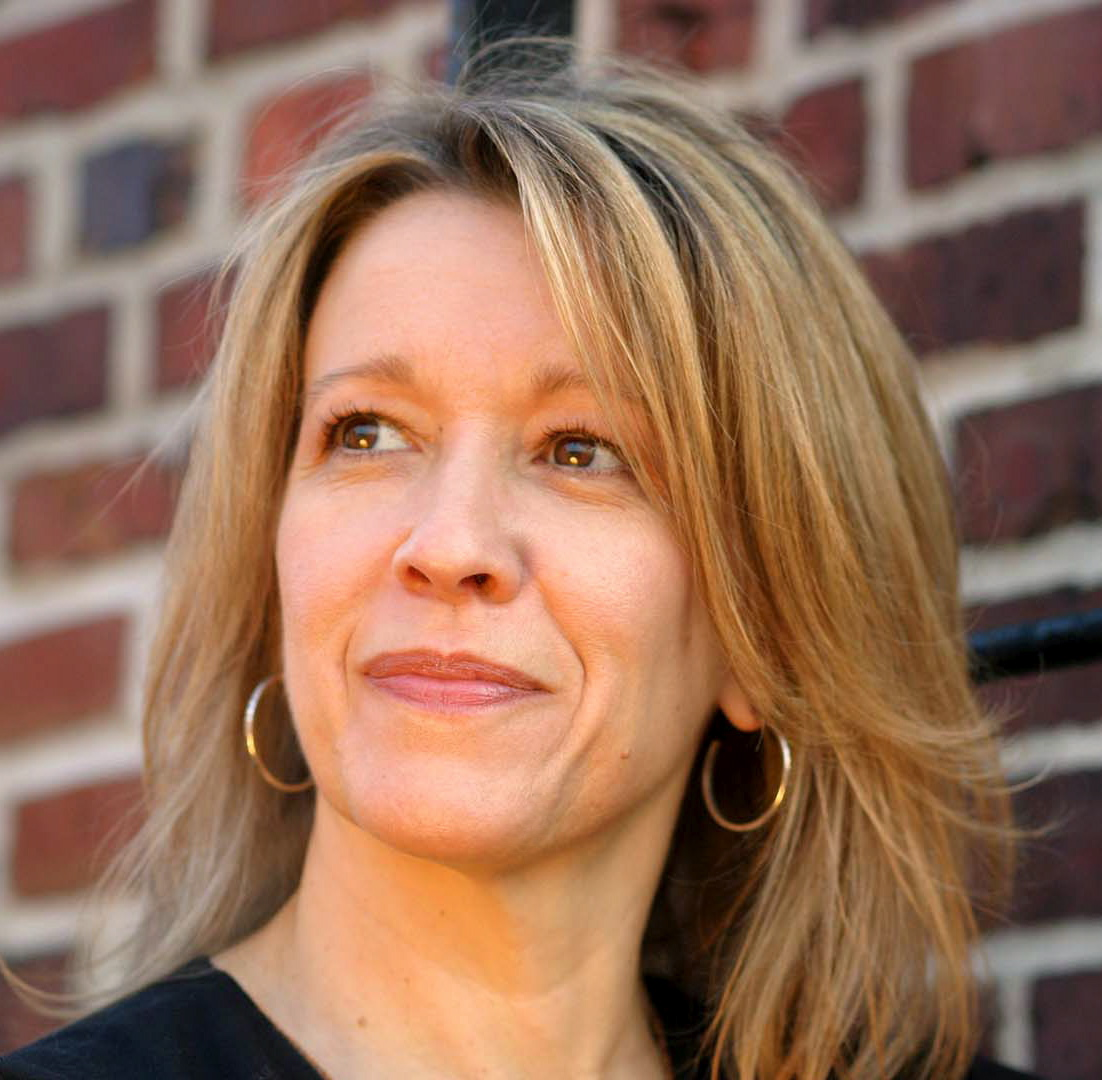
Linda Emond

### Ricorrenti
- Ezra Strauss, interpretato da Andrew Leeds, doppiato da Andrea Lopez.
Figlio di Alan e Beth che si è allontanato dopo essere diventato ebreo ortodosso.
- Beth Strauss, interpretata da Laura Niemi, doppiato da Alessandra Cerruti.
Moglie recentemente deceduta di Alan e amata cantante nella sinagoga riformata della sua comunità.
- Chaim Benjamin, interpretato da Alan Blumenfeld
- Elias Petraki, interpretato da Alex Rich, doppiato da Danny Francucci.
Cuoco greco tenuto prigioniero da Sam e la causa scatenante per la quale Sam ha cercato il dottor Strauss.
- Charlie Addison, interpretato da David Alan Grier, doppiato da Luca Violini.
Precedente terapista di Alan.

## Produzione
Nell'ottobre 2021, la miniserie è stata annunciata con dieci puntate. Steve Carell è il protagonista e produttore esecutivo. Gli ideatori Joel Fields e Joe Weisberg sono gli showrunner e hanno scritto insieme tutte le puntate. Caroline Moore, Victor Hsu e Chris Long sono gli altri produttori esecutivi, con Long come regista di cinque puntate.

### Casting
Domhnall Gleeson, Linda Emond, Laura Niemi e Andrew Leeds sono entrati nel cast nel gennaio 2022. Nel febbraio seguente, Alex Rich e David Alan Grier sono stati scritturati in ruoli ricorrenti.

### Riprese
La lavorazione è iniziata nella metà del gennaio 2022 a Los Angeles.

## Distribuzione
Negli Stati Uniti la miniserie è stata distribuita su FX on Hulu dal 30 agosto al 25 ottobre 2022. In Italia è stata interamente pubblicata il 14 dicembre 2022 su Disney+.

## Accoglienza

### Critica
Rotten Tomatoes riporta l'88% delle recensioni professionali positive, con un voto medio di 7,10 su 10 basato su 59 critiche. Il consenso critico del sito web indica: «Mentre The Patient potrebbe mettere alla prova la pazienza dei telespettatori estendendo eccessivamente il concetto del killer, il lavoro probabilmente migliore delle carriere di Domhnall Gleeson e Steve Carell rende questa sessione di terapia degna di essere ascoltata di nascosto.» Metacritic, invece, ha assegnato un punteggio di 74 su 100 basato su 30 recensioni, indicando "recensioni generalmente favorevoli".

## Riconoscimenti
- 2023 – Golden Globe[13]
  - Candidatura per il miglior attore non protagonista in una serie a Domhnall Gleeson
- 2023 – Critics' Choice Awards[14]
  - Candidatura per il miglior attore non protagonista in un film o miniserie a Domhnall Gleeson
- 2023 – Screen Actors Guild Awards[15]
  - Candidatura per il migliore attore in una miniserie o film per la televisione a Steve Carell